# Hysterochelifer afghanicus
Hysterochelifer afghanicus är en spindeldjursart som beskrevs av Beier 1966. Hysterochelifer afghanicus ingår i släktet Hysterochelifer och familjen tvåögonklokrypare. Inga underarter finns listade i Catalogue of Life.